# Society for the Study of Evolution

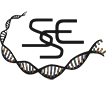
Logo der Society for the Study of Evolution

Die Society for the Study of Evolution (SSE) ist eine 1946 in den USA gegründete Vereinigung von Biologen, deren Ziel es ist, das Studium der Evolution der Organismen zu fördern. Mit dieser Assoziation professioneller Wissenschaftler wurde das Fachgebiet Evolutionsbiologie etabliert.

## Geschichte der SSE
Im Auftrag der American Association for the Advancement of Science (AAAS) organisierte der Biologe Theodosius Dobzhansky 1939 eine Vortragsreihe zum Thema Artbildung. Bei dieser Gelegenheit trafen sich die "Architekten" der synthetischen Theorie, Dobzhansky, Julian Huxley und Ernst Mayr und vereinbarten, eine Gesellschaft zum Studium der Artbildung zu gründen, was 1940 auch verwirklicht werden konnte. Bedingt durch den Zweiten Weltkrieg kam das Projekt nicht voran; 1946 wurde dann dieses Konzept in neuer Form aufgegriffen. Am 30. März 1946 wurde in St. Louis, Missouri (USA) unter der Leitung von Ernst Mayr die Society for the Study of Evolution gegründet. Das erste Dokument wurde von Mayr, Dobzhansky und anderen bedeutenden Biologen unterzeichnet und ist heute noch in Archiven einsehbar. Ende 1946 wurde von der SSE erstmals die Zeitschrift Evolution – International Journal of Organic Evolution herausgegeben, womit die Evolutionsbiologie als Wissenschaftsdisziplin etabliert war.

## Programm der SSE
Wie Ernst Mayr hervorgehoben hat, hatte man bei der Gründung der Gesellschaft zum Studium der Evolution (SSE) geplant, die bis dahin unorganisierten Studien zur Stammesentwicklung der Organismen zu bündeln und, aufbauend auf der Synthetischen Theorie, systematische Forschungsarbeiten zur organismischen Evolution zu fördern. Noch heute trägt die SSE ihr Programm im Untertitel – diese Vereinigung zumeist an Universitäten tätiger Naturwissenschaftler verfolgt die Agenda einer Promotion of the study of organic evolution, d. h., es geht um die gezielte Förderung des Studiums der Evolution der Organismen. Mit der Etablierung des Fachjournals Evolution – International Journal of Organic Evolution (Gründungs-Herausgeber: E. Mayr) wurde eine wichtige Zeitschrift ins Leben gerufen, die seit Veröffentlichung ihres ersten Bandes (Vol. 1, 1946) bis heute (Vol. 67, 2013) in den Evolutionswissenschaften eine zentrale Rolle spielt. Bis Mitte der 1940er Jahre waren evolutionsbiologische Forschungsarbeiten auf zahlreiche Zeitschriften verteilt (z. B. das Biologische Zentralblatt, weitergeführt als Theory in Biosciences).

## Verwandte Organisation
Vierzig Jahre nach Gründung der SSE und Etablierung der Wissenschaftsdisziplin Evolutionsbiologie wurde 1987 die European Society for Evolutionary Biology (ESEB) gegründet. Der ESEB gehörten 2013 ca. 1600 Mitglieder an. Die Ziele wurden wie folgt zusammengefasst: Unterstützung wissenschaftlicher Studien zur organismischen Evolution und Integration jener Wissenschaftsgebiete, die im direkten Bezug zum Thema Evolution stehen, wie z. B. Genetik, Ökologie, Entwicklungsbiologie. Die ESEB veröffentlicht ein eigenes Fachjournal, das Journal of Evolutionary Biology und veranstaltet regelmäßig "Evolutionstagungen", die jeweils in einem anderen Land Europas stattfinden.